# Licio Gelli
Licio Gelli (Pistoia, 21 d'abril de 1919 - Arezzo, 15 de desembre de 2015) va ser un agent italià de la lògia maçònica Propaganda Due (P2), implicat en l'escàndol del Banc Ambrosià esdevingut el 1982. Se'l coneix com "L'home de les mil cares" o "El titellaire sinistre".
Va ser un dels camises negres durant la dictadura de Benito Mussolini a Itàlia i va militar a Falange Española per a lluitar a més en suport al dictador Francisco Franco durant la Guerra Civil.
Finalitzada la Segona Guerra Mundial, va fugir a Sud-amèrica i va viure a l'Argentina des del 1944 al 1960, any en què va retornar al seu Itàlia natal, temps en què va entaular una profunda amistat amb el llavors president de l'Argentina, el polític i militar Juan Domingo Perón i el polític José López Rega, amistat que dècades després aprofundirien en els setanta quan va col·laborar en el retorn de Perón i després ocupant càrrecs polítics dins de la seva tercera presidència. Dins de la recerca de la Comissió Parlamentària Italiana sobre la P2 el seu president Tina Anselmi va indicar en una anotació que Gelli hauria estat l'artífex del cop militar que va enderrocar al president Frondizi el 1962.
Va estar involucrat al costat de la Banda della Magliana, els serveis secrets, neofeixistes reclutats, la Cosa Nostra i la Gladio en: l'assassinat el 1978 de l'ex primer ministre Italià Aldo Moro (líder de la Democràcia Cristiana que estava negociant el Compromís Històric amb el Partit Comunista Italià (PCI); l'assassinat el 1979 del periodista Mino Pecorelli després que aquest va difondre una petita llista de membres de la P2 lligats al Vaticà, a la qual Pecorelli també pertanyia; en la matança de Bolonya el 1980; l'intent d'assassinat el 1982 contra Roberto Rosone, vicepresident del Banc Ambrosià; i l'assassinat del "banquer de Déu" Roberto Calvi el 1982.
Després de la seva mort el 2015 es va descobrir un testament seu on figuraven grans superfícies a l'Argentina, Paraguai, l'Uruguai i el Brasil.

## Biografia
Agent de la Itàlia feixista durant els anys de la Segona Guerra Mundial i de la CIA després, Gelli ha estat un dels operadors anticomunistes més conspicus de la Guerra Freda, vinculat a diferents sectors del poder a Itàlia i a altres països, com l'Argentina.
Gelli va començar la seva carrera política com a voluntari dels Camises Negres enviats pel dictador Benito Mussolini en suport de la insurrecció del general Francisco Franco; un germà seu va morir en la Guerra Civil espanyola. Després de la victòria de Franco en la contesa, Gelli va ser enviat com a enllaç diplomàtic a Alemanya, on va actuar com a interlocutor amb els oficials del Tercer Reich. La seva experiència en intel·ligència va portar al seu reclutament per la CIA després de la guerra, interessada a contenir el desenvolupament de la influència de la tirania totalitària comunista soviètica als antics països de l'Eix.
Gelli va ser acusat d'exercir un paper fonamental en l'Operació Gladio, un operatiu clandestí d'infiltració organitzat per la CIA i l'OTAN durant la Guerra Freda, que va conformar una xarxa clandestina secreta anticomunista que va operar a Europa sota la direcció de l'OTAN i la CIA estatunidenca, involucrada en actes terroristes, una "estratègia de tensió" concebuda per a facilitar l'arribada d'un suposat règim autoritari dretà neofeixista per a fer front a un eventual govern del llavors poderós Partit Comunista Italià. Entre els recursos de Gladio es comptaven el contraespionatge, el sabotatge i el xantatge.
Gelli hauria estat íntim amic de l'anticomunista José López Rega, que hauria estat també vinculat a la lògia maçònica dirigida per Gelli. Una recerca policial duta a terme el 1981 va revelar diversos noms com a part d'un voluminós llistat que va evidenciar la implicació en la lògia P2 de nombrosos militars, funcionaris de diversos partits polítics, mafiosos, industrials i polítics estrangers. Segons Víctor Melchor Basterra en el Nunca Mas, estant al soterrani del Casino d'Oficials, on funcionava un taller que confeccionava documentació falsa per als grups de tasques, li va tocar falsificar documents per a Gelli.
A l'Uruguai s'ha documentat la participació protagonista de Gelli en escàndols financers durant la dictadura militar d'aquest país, especialment amb el seu compatriota Mario Ortolani, que exercia a Montevideo com a Ambaixador de la Sobirana Orde de Malta (amb la qual el règim uruguaià mantenia relacions diplomàtiques). L'escàndol subsegüent va portar a la prohibició de les societats secretes durant la dècada dels 90, entre elles la francmasoneria, a Itàlia i l'empresonament domiciliari de Gelli. El 2007, Gelli, en detenció domiciliària, continuava sent membre de la MEAPRMM Maçoneria Egípcia de Memphis Misraim, juntament amb altres maçons d'alt grau, com el Gran Maestre Frank Ripel.
La tomba de l'expresident argentí Juan Domingo Perón va ser profanada el 1987 per desconeguts que van obrir la volta, el taüt i amb una serra elèctrica van tallar les mans del cadàver. Un llibre sobre el cas culpa al cap de la lògia italiana Propaganda Due, Licio Gelli, afirmant que l'atemptat es va fer de complicitat amb els repressors de la dictadura militar coneguda com a Procés de Reorganització Nacional. El 21 de març de 1981, des de la judicatura milanesa es va emetre una ordre de captura contra Licio Gelli, acusat de «buscar informacions concernents a la seguretat de l'Estat». Al maig de 1981, en el transcurs de la recerca per fallida fraudulenta del financer sicilià Michele Sindona —que, el 1986, apareixeria mort a la seva cel·la—, en una de les cases de Licio Gelli va aparèixer la llista sencera, amb 962 noms, dels membres de la lògia P2 on figuraven registrats amb les seves dades completes.

## Fugida a l'Argentina després de la Segona Guerra Mundial
En l'obituari a Licio Gelli, publicat després de la seva mort pel diari anglès The Telegraph, esmenten que finalitzada la Segona Guerra Mundial va ser acusat per torturar a guerrillers antifeixistes i va fugir a l'Argentina, on va construir una gran amistat amb el polític i militar Juan Domingo Perón. I el 1944, es va casar amb l'amor de la seva vida, Wanda Vannaci, amb qui va tenir quatre fills. Gelli va tornar a la seva pàtria el 1960, passada la primera etapa de la presidència de Perón (1946 a 1955). Els diaris italians després de la seva mort van esmentar que va ser llavors quan va iniciar la seva amistat no sols amb Perón, sinó també amb José López Rega, qui figurava a la llista de membres de la P2.
En una entrevista el 2009 Gelli també va assegurar que l'exministre de Defensa argentí Adolfo Savino (també membre de la P2) l'any 1948 va lliurar dos-cents passaports a nazis que buscaven escapar d'Europa.
El diari secret de Tina Anselmi, la presidenta de la Comissió Parlamentària Italiana sobre la P2, tenia una anotació del 7 d'abril de 1983 que indicava que Gelli havia estat l'artífex del cop contra Frondizi el 1962, producte dels vincles estrets a l'Argentina amb els serveis secrets i el peronisme.

## Ascens en la Lògia P2
El 1966 el Gran mestre de la lògia Gran Orient d'Itàlia (GOI) Giordano Gamberini i el Gran mestre adjunt Roberto Ascarelli, sota ordres de Frank Gigliotti i Richard McGarrah Helms (del 1966 al 1973 Director de la CIA), poderosos maçons a escala internacional, van elevar a grau de Mestre a Licio Gelli i el van introduir dins del Propaganda Due, la qual Gelli aconseguiria presidir a partir de 1970, quan va ser elevat al grau de Gran mestre.

## La seva relació amb Perón
Gelli va viatjar al costat de Perón a l'avió que el va portar al país el 1973 perquè aquest exercís la seva tercera presidència. El propi Gelli va esmentar en una entrevista, anys després, que Perón durant el seu últim govern el va designar com a delegat comercial de l'Ambaixada Argentina a Itàlia i com a ministre plenipotenciari d'Assumptes Culturals. També assegurava que havia estat "la Maçoneria qui ha posat a Perón al poder".
El propi Gelli va esmentar en una entrevista el 2009 que va dur a terme gestions secretes per a facilitar el retorn de Perón, incloent converses privades per a persuadir al llavors president de facto de l'Argentina Alejandro Lanusse (1971-1973).
Gelli va confessar en una entrevista haver iniciat en la maçoneria a Perón. «Perón era maçó, jo el vaig iniciar a Madrid, a Puerta de Hierro, al juny de 1973», va esmentar el Gran Maestre. «Va ser una cerimònia simple. No era difícil. Era un ritu anomenat "al orecchio del maestro" (a cau d'orella del mestre)», va agregar.
El 19 d'octubre de 1973, una setmana després d'assumir Perón la presidència de la Nació per tercera vegada, va condecorar a Gelli amb la Gran Cruz de la Orden del Libertador San Martín «per la seva personalitat i serveis prestats al país».

## Propietats a Sud-amèrica
A finals de 2017, a dos anys de la mort de Licio Gelli, es va descobrir un testament escrit per ell el 1998 en el qual esmenta quantioses propietats a l'Argentina, Paraguai, l'Uruguai i el Brasil, quatre països que van patir l'anomenat Operació Còndor: 172.000 hectàrees de terra al Paraguai; Las estancias El Turuman Sarandí i S. Lidia Soca (aproximadament 16 mil hectàrees valorades en 5,5 milions de dòlars) amb animals, a més de quatre edificis, a l'Uruguai; Dues hisendes amb plantacions de taronges al Brasil; I 30 hectàrees edificables a l'Argentina.